# Mitar Subotić
Mitar Subotić, conhecido como Suba (Novi Sad, 23 de junho de 1961 — São Paulo, 2 de novembro de 1999) foi um músico, compositor e produtor musical sérvio radicado no Brasil.

## Carreira
Músico de formação erudita, passou a trabalhar em produção no Brasil. Passou a residir no país em 1990. A sua obra, tanto como músico, quanto produtor, foi de fundamental importância para o desenvolvimento de uma nova identidade da Música brasileira.
Produziu discos com características eletrônicas de Marina Lima, Arnaldo Antunes, Edgard Scandurra, Dinho Ouro Preto, Mestre Ambrósio e Edson Cordeiro, entre outros.
É lembrado, pela produção do disco, Tanto Tempo, de Bebel Gilberto, um dos álbuns brasileiros mais vendidos internacionalmente em todos os tempos, e pelo seu único álbum solo, São Paulo Confessions, considerado um dos discos mais inovadores e criativos da cena nacional dos anos 90 (Madonna chegou a declarar que este era seu disco preferido), fora as várias parcerias com músicos brasileiros e iugoslavos.
Morreu durante a produção de um álbum musical de Bebel Gilberto, quando o estúdio pegou fogo, em seu apartamento em que morava sozinho na Vila Madalena, e Suba não resistiu à inalação de fumaça enquanto tentava resgatar o material de gravação que havia produzido. Na época, também iria produzir os novos álbuns de Daniela Mercury e Skank. Estava legalmente ainda casado com a cantora Taciana Barros.
Em 2011, começou a ser rodado o documentário longa-metragem "Suba São Paulo Confessions - O Filme", sobre sua vida.

## Álbums
Carreira solo
- São Paulo Confessions (1999)